# Ljussens
Ljussens (niederländisch Lioessens) ist ein Dorf in der Gemeinde Noardeast-Fryslân in der niederländischen Provinz Friesland. Sie befindet sich zwischen Mitselwier und Peazens-Moddergat und hat 390 Einwohner (Stand: 1. Januar 2024).
Anders als die meisten friesischen Dörfer wurde Ljussens nicht auf einer Warft errichtet, sondern es gab schon natürliche Erhöhungen, auf denen Ljussens errichtet wurde.